# Rincón de Jaimes
Rincón de Jaimes är en ort nordväst om Tejupilco de Hidalgo i kommunen Tejupilco i delstaten Mexiko i Mexiko. Samhället hade 1 077 invånare vid folkräkningen 2020. Orten har två grundskolor, Agustin Melgar och Jose Echegaray-skolorna.